# Anne Lafont
Anne Lafont est une historienne de l'art française née en 1970. Elle est chercheuse et directrice d'études à l'École des hautes études en sciences sociales,, spécialiste des cultures visuelles et artistiques.
Ses travaux portent sur l'art pictural du XVIIIe siècle et du XIXe siècle, en particulier sur la représentation des corps noirs à l'époque de l'esclavage, ainsi que sur la place de l'art noir en relation à l’héritage colonial et postcolonial. Elle est considérée comme une des pionnières en France sur ces questions.

## Biographie

### Études
Anne Lafont est née en France en 1970. Elle mène une partie de ses études au Canada où elle obtient un Bachelor of Arts en histoire de l'art en 1993. Elle devient en 1999 pensionnaire à la Villa Médicis à Rome en tant que doctorante en histoire de l'art et archéologie,. Elle obtient son doctorat en 2001 à l'université Paris IV, avec une thèse portant sur le peintre français Anne-Louis Girodet,.

### Carrière
En 2003, Anne Lafont devient maîtresse de conférences en histoire de l'art moderne à l'université de Marne-la-Vallée, puis responsable du département d'histoire des arts en 2005.
En 2007, elle rejoint l'Institut national d'histoire de l'art (INHA). Elle y est d'abord responsable des programmes de recherche dans le domaine de l’historiographie artistique, puis devient rédactrice en chef de la revue de l’INHA, Perspective.
En 2017, elle est élue directrice d’études à l'EHESS sur un projet de recherche intitulé « Histoire de l'art et créolités »,.
En février 2019, elle publie L’Art et la Race : l’Africain (tout) contre l’œil des Lumières, aboutissement de dix ans de travaux de recherches, qui est salué pour la qualité de ses analyses,. L’ouvrage obtient le prix littéraire Maryse-Condé dans la catégorie « Recherche » ainsi que le prix Vitale-et-Arnold-Blokh.
Elle a été membre du conseil scientifique de l’exposition « Le modèle noir », présentée de mars à juillet 2019 au musée d’Orsay à Paris, puis au Mémorial Acte en Guadeloupe,.
En 2019 et 2020, Lafont est sollicitée pour son expertise de l’art africain et créole pour une conférence à l’université du Québec à Montréal, puis lors d’un colloque au Collège de France ainsi que pour diriger un numéro de la revue Critique intitulé « Art noir ». Durant l'année scolaire 2023-2024, elle présente ses recherches au sein d'un cours d'Histoire de l'art de deuxième cycle à l'École du Louvre.

## Travaux
Les travaux d’Anne Lafont portent sur l’art pictural du XVIIIe siècle et du XIXe siècle. Elle s’intéresse particulièrement à la représentation picturale des Noirs à l’époque des Lumières et des Révolutions française et américaine,.
Au début des années 2010, elle lie également ses recherches aux questions des savoirs naturalistes et anthropologiques, et s’intéresse aux cultures visuelles du voyage et de l’expédition scientifique, ainsi qu’aux relations entre les femmes et l’art au XIXe siècle.
Ses travaux s’orientent ensuite plus particulièrement vers les cultures visuelles et artistiques des Antilles françaises pendant la période coloniale et esclavagiste, ainsi que sur la place de l’art noir en relation avec l’héritage colonial et postcolonial.

### L'Art et la race
Anne Lafont publie en 2019 L’Art et la Race : l’Africain (tout) contre l’œil des Lumières, une monographie qui est l'aboutissement et la synthèse de dix ans de recherches sur la relation entre arts visuels et construction de la race. Elle étudie cette thématique du point de vue de la représentation des corps, mais aussi en prenant en compte le processus créatif et son inscription dans un environnement culturel colonial et postcolonial,,.
L’ouvrage, dont l’approche a été qualifiée d’inédite en France, s’intéresse en particulier à la construction de la race dans les arts à l’époque des Lumières. En effet, ce siècle, en général perçu comme progressiste, fut la période la plus intense de l’esclavagisme. Anne Lafont articule ainsi analyses esthétique, anthropologique et historique pour décrire à la fois la représentation des figures noires et, en miroir, la société métropolitaine coloniale.
L’ouvrage est accueilli avec enthousiasme par la critique, notamment par plusieurs chercheurs en histoire et histoire de l’art, qui saluent une « réflexion dense et ambitieuse sur les représentations visuelles des Noir·e·s au XVIIIe siècle » et un ouvrage d’une « impressionnante ampleur » qui parvient à développer une analyse fine et historicisée des représentations artistiques.

## Publications

### Ouvrages
- L’artiste savant à la conquête du monde moderne, Presses universitaires de Strasbourg, 2010
- 1740. L’abrégé du monde (dir.), Fage / Institut national d’histoire de l’art, 2012
- Plumes et Pinceaux : discours de femmes sur l’art en Europe (1750-1850). Anthologie (dir.), Les Presses du réel / Institut national d’histoire de l’art, 2012
- Fabric, Skin, Color: Picturing Antilles’ Markets as an Inventory of Human Diversity, 2016
- L’Art et la Race. L’Africain (tout) contre l’œil des Lumières, Les Presses du réel, 2019
- Une Africaine au Louvre en 1800 : la place du modèle, Institut national d’histoire de l’art, 2019[17],[18]
- L'Afrique et le monde : histoires renouées (dir. François-Xavier Fauvelle et Anne Lafont), La Découverte, 2022.

### Articles

#### Articles et notes de lectures
- « Les études canadiennes sur l’art en Europe autour de 1800 », avec Peggy Davis, Michael Pantazzi, Todd Porterfield, Richard Taws, Perspective, 3 | 2008, 527-534[19]
- « Zoomorphismes avant Darwin », Perspective, 3 | 2009, 461-466[20]
- « La représentation des Noirs : quel chantier pour l’histoire de l’art ? », Perspective, 1 | 2013, 67-73[21]
- « Entretien avec Linda Nochlin », avec Linda Nochlin et Todd Porterfield, Perspective, 1 | 2015, 63-76[22]
- « L’histoire de l’art à l’aune de la fiction. Pour une extension du domaine de la recherche », avec Mark Ledbury, Krista Thompson, Pierre Wat et Olivier Weller, Perspective, 1 | 2017, 31-46[23]

#### Éditoriaux pour la revuePerspective
- « Éditorial », Perspective, 1 | 2014, 3-4[24]
- « Éditorial », Perspective, 1 | 2015, 5-6[25]
- « Editorial », Perspective, 2 | 2015[26]
- « Éditorial », Perspective, 2 | 2015, 5-7[27]

## Prix et récompenses
- Prix Maryse-Condé, catégorie « Recherche », 2019, pour L’Art et la Race[10],[28]
- Prix Vitale-et-Arnold-Blokh 2020 pour L’Art et la Race[10] pour « son actualité, son approche novatrice et engagée et son apport considérable à l'histoire de l'art »[2]